# Петрова, Пелагея Ивановна
Пелагея Ивановна Петрова (1780-е — не позднее 1855) — актриса

 Императорских театров Российской империи первой четверти XIX столетия.

## Биография
Об её детстве и отрочестве информации практически не сохранилось, да и прочие биографические сведения о ней весьма скудны и отрывочны; известно лишь, что  Пелагея Петрова родилась в конце 1780-х годов и была дочерью артиста Императорских театров Российской империи Ивана Петрова. 
Воспитывалась в Театральном училище города Санкт-Петербурга, из которого выпущена была на службу Дирекции театров 4 июля 1805 года с жалованьем по 750 рублей в год и по 100 рублей на гардероб. 
Вначале она исполняла роли вторых любовниц, а впоследствии — главных наперсниц. По мнению Евгения Ястребцова, которое он озвучил в биографической статье об артистке в «ЭСБЕ», П. И. Петрова, как артистка, «хотя и не отличалась особенно выдающимся талантом, но, благодаря своему уму и усердию, была очень полезна и даже почти необходима в драматической труппе». 
Пелагея Ивановна Петрова умерла при императоре Николае I, то есть не позднее 18 февраля (2 марта) 1855 года.